# Порторож
Порторож (на словенски: Portorož, от roža – цвете, букет; на италиански: Portorose – Пристанище на рози) е крайбрежен град в Словения, община Пиран, в статистическия Обално-крашки регион.
Според Националната статистическа служба на Република Словения градът има 2961 жители през 2015 г.
Порторож е сред най-популярните туристически дестинации в Словения. Наблизо, край село Сечовле, се намира малкото Порторожко летище.
В града има казино, яхтклуб, провеждат се множество спортни и други състезания. Домакин е на международната олимпиада по физика през 1985 г. и на Европейския университетски шампионат на дебатите през 2001 г. Оттам насетне загива и преживява упадък.